# Jimmy Davidson
James „Jimmy” Anderson Davidson (Douglas Water, 1925. november 8. – 1996. január 24.) skót labdarúgóhátvéd.
A skót válogatott tagjaként részt vett az 1954-es labdarúgó-világbajnokságon.